# Ixianthes
Ixianthes,  monotipski biljni rod iz Južne Afrike smješten u tribus Bowkerieae, i dio je porodice Stilbaceae, red medićolike (Lamiales). 

## Etimologija
Ixianthus je imenovao botaničar Bentham u Hookers Botanical Magazine. Ime roda potječe iz grčkog, ali referenca nije baš jasna: ixos je imela ili ljepljiva masa od imele ili kore božikovine kojom se premazuju grane drveća kao zamka za divlje ptice; rod Ixia je dobio ime po svom viskoznom soku; anthos je cvijet; retzioides znači 'poput roda Retzia'. 

## Opis
Ixianthes retzioides otkrili su Christian Ecklon (1795.-1868.) i Carl Zeyher (1799.-1858.) u planinama Groot Winterhoek iznad vodopada Tulbagh 1831. dok su dokumentirali biljke oko Tulbagha. Ecklon, danski farmaceut i sakupljač biljaka, nastanio se u Cape Townu 1823. kako bi unaprijedio svoje iskustvo. Zeyher, njemački botanički kolekcionar došao je na Cape 1822. 
Ixianthes je donedavno bio uključen u Scrophulariaceae, veliku porodicu s oko 3000 vrsta s kozmopolitskom rasprostranjenošću, no molekularne studije su pokazale da pripada Stilbaceae, manjoj, uglavnom afričkoj porodici koja uključuje rodove Stilbe i Retzia, a sada i Ansastrabe, Bowkeria, Nuxia i Halleria.